# Scachs d'amor
Scachs d'amor (em catalão, Xadrez do Amor), cujo título completo é Hobra intitulada scachs d'amor feta per don franci de Castelvi e Narcis vinyoles e mossen fenollar é o título de um poema escrito por Francesc de Castellví, Bernat Fenollar e Narcís de Vinyoles, tendo sido publicado em Valência, Espanha, no final do Século XV.